# Couratari tenuicarpa
Couratari tenuicarpa là một loài thực vật có hoa trong họ Lecythidaceae. Loài này được A.C.Sm. mô tả khoa học đầu tiên năm 1936.